# Neuekrug (Diesdorf)
Neuekrug ist ein Ortsteil des Fleckens Diesdorf im Altmarkkreis Salzwedel in Sachsen-Anhalt.

## Geographie
Das Straßendorf Neuekrug liegt etwa fünf Kilometer nordwestlich von Diesdorf und 25 Kilometer südwestlich der Kreisstadt Salzwedel in der Altmark. Im Osten des Dorfes entspringt die Dumme, die ab Dähre den Namen Salzwedeler Dumme führt. Im Westen entspringt die Ise.

## Geschichte

### 18. Jahrhundert bis heute
Das heutige Dorf wurde erstmals 1745 als Neue Krug erwähnt, ein Krug mit einer Windmühle, der zu Reddigau gehörte. Im Jahre 1833 wurde ein Vorwerk mit Mühle, in den Jahren 1871 und 1885 eine Kolonie Neuekrug (Wohnplatz von Reddigau) genannt. Im Jahr 1931 ist die „Kolonie Neue Krug“ dann ein Wohnplatz von Höddelsen.
Die Windmühle stand südlich des Dorfes auf einem etwa 90 Meter hohen namenlosen Berg.
Im Jahre 1955 wurde die erste Landwirtschaftliche Produktionsgenossenschaft vom Typ III die LPG „Neues Leben“ gegründet.

### Eingemeindungen
Ursprünglich gehörte das Dorf Neuekrug zu Reddigau im Salzwedelischen Kreis der Mark Brandenburg in der Altmark. Von 1807 bis 1813 lag es im Kanton Diesdorf auf dem Territorium des napoleonischen Königreichs Westphalen. Nach weiteren Änderungen kam die Gemeinde Reddigau 1816 zum Kreis Salzwedel, dem späteren Landkreis Salzwedel.
Am 20. Juli 1950 schlossen sich die Gemeinden Reddigau und  Höddelsen aus dem Landkreis Salzwedel zu einer neuen Gemeinde Neuekrug zusammen, die am 25. Juli 1952 in den Kreis Salzwedel umgegliedert wurde. Am 1. Juli 1994 kam sie zum Altmarkkreis Salzwedel.
Bis Ende 2009 war die Gemeinde Neuekrug mit ihren Ortsteilen Höddelsen, Neuekrug und Reddigau (mit den Ortslagen Reddigau-Ort und Reddigau-West) Mitgliedsgemeinde der Verwaltungsgemeinschaft Beetzendorf-Diesdorf.
Der Gemeinderat der Gemeinde Neuekrug beschloss, um einer drohenden Zwangszuordnung zuvorzukommen, am 13. Mai 2009 einen Gebietsänderungsvertrag, sodass die Gemeinde gegen ihren eigentlichen Willen in den Flecken Diesdorf eingemeindet wurde. Dieser Vertrag wurde vom Landkreis als unterer Kommunalaufsichtsbehörde genehmigt und trat am 1. Januar 2010 in Kraft.
Mit der Eingemeindung der Gemeinde Neuekrug in die Gemeinde Flecken Diesdorf am 1. Januar 2010 kamen die Ortsteile Höddelsen, Neuekrug und Reddigau zu Diesdorf.

### Einwohnerentwicklung

#### Wohnplatz Neuekrug
| Jahr | Einwohner |
| ---- | --------- |
| 1774 | 04        |
| 1789 | 08        |
| 1801 | 12        |
| 1798 | 12        |

| Jahr | Einwohner |
| ---- | --------- |
| 1818 | 04        |
| 1871 | 60        |
| 1885 | 74        |

#### Gemeinde Neuekrug
| Jahr | Einwohner |
| ---- | --------- |
| 1964 | 400       |
| 1971 | 324       |
| 1981 | 227       |

| Jahr | Einwohner |
| ---- | --------- |
| 1993 | 183       |
| 2006 | 192       |
| 2008 | 185       |

#### Ortsteil Neuekrug
| Jahr | Einwohner |
| ---- | --------- |
| 2015 | [00]20    |
| 2018 | [00]17    |
| 2020 | [00]23    |
| 2021 | [00]25    |
| 2022 | [00]25    |
| 2023 | [0]24     |

Quelle, wenn nicht angegeben, bis 2006:

## Politik

### Bürgermeister
Letzter Bürgermeister war Udo Riechmann.

## Religion
Die evangelischen Christen aus Neuekrug gehören zur Kirchengemeinde Diesdorf, die zur Pfarrei Diesdorf gehörte und die betreut wird vom Pfarrbereich Diesdorf des Kirchenkreises Salzwedel im Bischofssprengel Magdeburg der Evangelischen Kirche in Mitteldeutschland.